# Powiat Erlangen-Höchstadt
Powiat Erlangen-Höchstadt (niem. Landkreis Erlangen-Höchstadt) – powiat w Niemczech, w kraju związkowym Bawaria, w rejencji Środkowa Frankonia, w regionie Industrieregion Mittelfranken.
Siedzibą powiatu Erlangen-Höchstadt jest miasto na prawach powiatu Erlangen, które do powiatu nie należy.

## Podział administracyjny
W skład powiatu Erlangen-Höchstadt wchodzą:
- trzy gminy miejskie (Stadt)
- siedem gmin targowych (Markt)
- 15 gmin wiejskich (Gemeinde)
- cztery wspólnoty administracyjne (Verwaltungsgemeinschaft)
- dziesięć obszarów wolnych administracyjnie (gemeindefreies Gebiet)

Miasta:
| Lp. | Nazwa miasta           | Ludność (31.12.2012) | Powierzchnia km² |
| --- | ---------------------- | -------------------- | ---------------- |
| 1   | Baiersdorf             | 7.404                | 11,79            |
| 2   | Herzogenaurach         | 22.554               | 47,60            |
| 3   | Höchstadt an der Aisch | 13.162               | 70,90            |

Gminy targowe:
| Lp. | Nazwa gminy targowej | Ludność (31.12.2012) | Powierzchnia km² |
| --- | -------------------- | -------------------- | ---------------- |
| 1   | Eckental             | 13.956               | 29,71            |
| 2   | Heroldsberg          | 8.306                | 11,02            |
| 3   | Lonnerstadt          | 1.994                | 22,72            |
| 4   | Mühlhausen           | 1.674                | 16,57            |
| 5   | Vestenbergsgreuth    | 1.495                | 31,85            |
| 6   | Wachenroth           | 2.144                | 23,16            |
| 7   | Weisendorf           | 6.303                | 36,72            |

Gminy wiejskie:
| Lp. | Nazwa gminy     | Ludność (31.12.2012) | Powierzchnia km² |
| --- | --------------- | -------------------- | ---------------- |
| 1   | Adelsdorf       | 7.366                | 31,67            |
| 2   | Aurachtal       | 3.017                | 18,40            |
| 3   | Bubenreuth      | 4.475                | 4,13             |
| 4   | Buckenhof       | 3.250                | 1,38             |
| 5   | Gremsdorf       | 1.557                | 12,96            |
| 6   | Großenseebach   | 2.381                | 7,21             |
| 7   | Hemhofen        | 1.479                | 6,77             |
| 8   | Heßdorf         | 3.426                | 24,79            |
| 9   | Kalchreuth      | 2.915                | 10,84            |
| 10  | Marloffstein    | 1.551                | 6,63             |
| 11  | Möhrendorf      | 4.522                | 13,16            |
| 12  | Oberreichenbach | 1.234                | 4,83             |
| 13  | Röttenbach      | 4.595                | 7,75             |
| 14  | Spardorf        | 1.876                | 3,22             |
| 15  | Uttenreuth      | 4.899                | 5,93             |

Wspólnoty administracyjne:
| Lp. | Nazwa wspólnoty administracyjnej | Ludność (31.12.2012) | Powierzchnia km² | Liczba gmin |
| --- | -------------------------------- | -------------------- | ---------------- | ----------- |
| 1   | Aurachtal                        | 4.251                | 23,23            | 2           |
| 2   | Heßdorf                          | 5.807                | 32,00            | 2           |
| 3   | Höchstadt an der Aisch           | 6.720                | 84,10            | 4           |
| 4   | Uttenreuth                       | 11.576               | 17,16            | 4           |

Obszary wolne administracyjnie:
| Lp. | Nazwa obszaru       | Ludność (31.12.2012) | Powierzchnia km² |
| --- | ------------------- | -------------------- | ---------------- |
| 1   | Birkach             | niezamieszkany       | 3,25             |
| 2   | Buckenhofer Forst   | niezamieszkany       | 8,76             |
| 3   | Dormitzer Forst     | niezamieszkany       | 10,18            |
| 4   | Erlenstegener Forst | niezamieszkany       | 11,78            |
| 5   | Forst Tennenlohe    | niezamieszkany       | 10,81            |
| 6   | Geschaidt           | niezamieszkany       | 8,49             |
| 7   | Kalchreuther Forst  | niezamieszkany       | 6,11             |
| 8   | Kraftshofer Forst   | niezamieszkany       | 12,17            |
| 9   | Mark                | niezamieszkany       | 20,98            |
| 10  | Neunhofer Forst     | niezamieszkany       | 10,18            |

## Zmiany administracyjne
- 1 stycznia 2015
  - odłączenie 583 m² od gminy Eckental i przyłączenie do gminy Schnaittach w powiecie Norymberga